# Fausto Rossi
Fausto Rossi, noto anche con lo pseudonimo di Faust'O (Sacile, 2 gennaio 1954), è un cantautore italiano.

## Biografia
Fausto Rossi è nato a Sacile (PN), ma con la famiglia si trasferisce presto a Milano. All'età di cinque anni inizia a studiare pianoforte. Adolescente si appassiona ai Beatles e alla scena britannica degli anni '60 e '70, avvicinandosi all'art rock di David Bowie e Roxy Music, quindi al nascente movimento punk inglese e statunitense.

### Esordi e successo
Il suo esordio nel panorama musicale italiano è del 1978, con l'album Suicidio. Il disco, pubblicato con lo pseudonimo Faust'O, si impone per il suo stile originale e innovativo, ispirato al rock di Iggy Pop e Lou Reed, come anche alla musica più elaborata di Sparks, 10 cc , Roxy Music e David Bowie.
Del 1979 è il secondo album Poco zucchero, per la nuova etichetta di Caterina Caselli, Ascolto (CGD) che contiene il suo primo singolo di un certo successo Oh-Oh-Oh, in gara per l'edizione di quell'anno del Festivalbar pur tuttavia senza apparire nella trasmissione televisiva. Di questa canzone farà più tardi una sorta di doppia cover Massimo Boldi, con un testo pesantemente modificato e stravolto.
Gli anni '80 vengono inaugurati con l'album J'accuse.......amore mio, che contiene il singolo più famoso del musicista, Hotel Plaza, seguito nel 1982 da Out Now, un disco strumentale che testimonia del suo nuovo interesse per la musica elettronica e le tecniche di registrazione mutitraccia sperimentale. Nel 1980 Faust'O produce il singolo Babylonia di Bryan Cazzaniga's Rockabilly Rebels per l'etichetta indipendente Koka Records.
Nella primavera del 1983, cambiata etichetta discografica, Faust'O pubblica Faust'O, album che torna alle sonorità rock e che si avvale (come i primi due) della produzione di Alberto Radius. Durante la trasmissione "Rockstar" presentata da Carlo Massarini all’Arena di Verona, si verificò il “famoso” episodio legato alla promozione del singolo “Ch’an Cha Cha” quando il cantautore, anziché eseguire il playback del suo pezzo, si mise a sedere in posizione di Loto sul pianoforte a coda e mangiò un frutto mentre il brano suonava. Fu la prima, plateale, manifestazione dell’insofferenza di Rossi nei confronti della discografia italiana, incapace di riconoscere il valore di un prodotto e limitandosi ad incanalarlo nelle operazioni di mercato fino ad allora conosciute. La cosa non piacque a nessuno, né ai dirigenti della RAI (che mandò in onda la trasmissione registrata) né all’organizzazione della manifestazione (un mezzo fallimento già in partenza, tanto che nel pomeriggio tra i ragazzi di Verona cominciò a girare la voce –vera- che l’ingresso all’Arena era aperto a tutti gratuitamente, per agevolare le riprese sul pubblico che altrimenti non sarebbe stato numericamente televisivo), né, naturalmente alla Dischi Ricordi che qualche mese più tardi rifiuterà di pubblicare il suo nuovo disco.
Nel 1985 è la volta di Love Story, cantato in inglese e debitore della nuova scena new wave più radicale. È l'inizio di una nuova carriera che porterà anche al recupero del suo vero nome, Fausto Rossi insieme alla firma con l'etichetta Target di Angelo Carrara.

### Prima pausa e cambio di nome
Fausto Rossi attraversa una fase di turbolenta ricerca dedicandosi ad altre espressioni musicali affini alla musica contemporanea e arricchite da ascolti di musica etnica. Si dedica quindi a un'accurata elaborazione del materiale sonoro, utilizzando esclusivamente il computer. 
Da questa fase nasce nel 1992 l'album Cambiano le cose, a nome Fausto Rossi. In questo lavoro completamente realizzato al computer, tranne per l'apporto vocale, l'autore si limita a "definire i confini" delle canzoni lasciandole in forma aperta. Unico brano "tradizionale" – e che chiude il disco – è Morbide macchine, realizzato insieme a Franco Cristaldi e del quale è coautrice Laura Valente.
Nel 1994 Fausto inizia a lavorare sul nuovo disco che vedrà la luce l'anno seguente, L'erba. È un ritorno alla musica della sua formazione giovanile: basso, batteria e chitarra tornano protagonisti, seppur accompagnati da soluzioni ed effetti elettronici. 
Nell'estate 1995, Fausto lascia Milano per trasferirsi in Brianza. L'anno seguente lavora a un nuovo progetto che abbandona completamente la strumentazione elettronica: ne esce un album figlio delle ballad di John Lennon e della musica blues, il disco Exit che vede la luce nella primavera del 1997. Nel frattempo, è del 1995 la complicata produzione dell'album Lungo i bordi dei Massimo Volume.

### Seconda pausa e ritorno nel 2009
Fausto Rossi si allontana sempre più e definitivamente dalla scena pubblica e dallo show business, rendendosi praticamente invisibile. 
Del dicembre 2005 sono i soli due concerti, a Roma e Brescia, in cui propone anche nuove canzoni. 
Nel 2008 esce Dentro questo specchi, album tributo a Faust'O/Fausto Rossi che vede la partecipazione di artisti e gruppi emergenti (Roulette Cinese, Iso, …) affiancati da veterani quali Maurizio Arcieri dei Krisma, Luca Cirillo (tastierista di Emma), Joyello Triolo, Fabrizio Tavernelli degli AFA e un concept scritto da Matteo B. Bianchi. Cinque anni più tardi, con lo stesso titolo, il progetto diventerà un libro, scritto da Joyello Triolo che ripercorre la discografia di Rossi e comprende, in calce, i codici QR per il download delle cover apparse nel CD del 2008, più alcune nuove realizzate per l'occasione da Umberto Palazzo, NG, Tala e Atom-Ra e altri.
Nel 2009, a oltre dieci anni dal precedente lavoro, è la volta di Becoming Visible, inciso per l'etichetta indipendente Interbeat di Roma, attiva nel circuito della scena cantautorale italiana. Si tratta di un lavoro molto intenso e scarno, costituito da otto ballate d'autore con testi in inglese. All'album collaborano i chitarristi Massimo Betti e Stefano Brandoni, il bassista Franco Cristaldi, mentre Fausto, oltre a cantare, suona anche il pianoforte.
Del 2010 sono l'album Below the Line e la collaborazione con gli Egokid all'album Ecce homo (2011).
Nel 2012 esce l'album Blank Times per Interbeat, mentre del 2014 è la pubblicazione del singolo Dogma, realizzato con Flavio Giurato e Rosybyndy.
Rare e underground sono le sue più recenti esibizioni dal vivo, in solo o accompagnato da musicisti diversi.

## Discografia parziale

### Come Faust'O

#### Album in studio
- 1978 - Suicidio
- 1979 - Poco zucchero
- 1980 - J'accuse.......amore mio
- 1982 - Out Now
- 1983 - Faust'O
- 1985 - Love Story

#### Raccolte
- 2006 - Le più belle canzoni di Faust'O
- 2016 - Playlist

#### Singoli
- 1978 - Benvenuti tra i rifiuti
- 1978 - Anche Zimmerman
- 1979 - Oh-Oh-Oh
- 1980 - Hotel Plaza
- 1982 - Ch'an cha cha

### Come Fausto Rossi

#### Album
- 1992 - Cambiano le cose
- 1995 - L'erba
- 1996 - Lost and Found
- 1997 - Exit
- 2009 - Becoming Visible
- 2010 - Below the Line
- 2012 - Blank Times

#### Singoli
- 2014 - Dogma (con Flavio Giurato e Rosybyndy)

### Collaborazioni
- 1997 - LA1919 Giorni felici

### Produzioni
- 1995 - Massimo Volume Lungo i bordi